# Georg Wiedesheim-Paul
Georg Wiedesheim-Paul, född 15 augusti 1880 i Torsö församling, Skaraborgs län, död 5 oktober 1954 i Ulriksdal, var en svensk militär och ryttare. Han var far till Gösta och Harry Wiedesheim-Paul.
Wiedesheim-Paul, som var son till godsägare Arvid Wiedesheim-Paul och Lilly Svanström, blev underlöjtnant vid Fortifikationen 1901, vid Norrlands dragonregemente i Umeå 1905, löjtnant där samma år, vid Kronprinsens husarregemente i Malmö 1911, ryttmästare där 1917, på övergångsstat 1928 och därefter i reserven. Han genomgick ridskolan i Hannover 1909–1910, var lärare vid ridskolan på Strömsholm 1913–1917, blev championryttare i Skandinavien 1915 och 1916, svensk championryttare 1919 och 1920, var rekordinnehavare för flesta vunna löpningar av svenska gentlemannaryttare 1920–1935 och svensk championtränare 1943–1951. Han begick självmord efter att ha fått besked om att han led av obotlig cancer.